# Psilotrichum
Psilotrichum är ett släkte av amarantväxter. Psilotrichum ingår i familjen amarantväxter.

## Dottertaxa tillPsilotrichum, i alfabetisk ordning[1]
- Psilotrichum africanum
- Psilotrichum amplum
- Psilotrichum angustifolium
- Psilotrichum aphyllum
- Psilotrichum axillare
- Psilotrichum axilliflorum
- Psilotrichum boivinianum
- Psilotrichum calceolatum
- Psilotrichum camporum
- Psilotrichum concinnum
- Psilotrichum confertum
- Psilotrichum cordatum
- Psilotrichum cyathuloides
- Psilotrichum debile
- Psilotrichum densiflorum
- Psilotrichum edule
- Psilotrichum elliotii
- Psilotrichum fallax
- Psilotrichum ferrugineum
- Psilotrichum filiforme
- Psilotrichum gloveri
- Psilotrichum gnaphalobryum
- Psilotrichum gracilentum
- Psilotrichum gracilipes
- Psilotrichum gramineum
- Psilotrichum kirkii
- Psilotrichum lanatum
- Psilotrichum leptostachys
- Psilotrichum majus
- Psilotrichum mildbraedii
- Psilotrichum moquinianum
- Psilotrichum ochradenoides
- Psilotrichum ovatum
- Psilotrichum peterianum
- Psilotrichum robecchii
- Psilotrichum rubellum
- Psilotrichum ruspolii
- Psilotrichum schimperi
- Psilotrichum scleranthum
- Psilotrichum sericeovillosum
- Psilotrichum sericeum
- Psilotrichum spicatum
- Psilotrichum stenanthum
- Psilotrichum suffruticosum
- Psilotrichum tomentosum
- Psilotrichum trichophyllum
- Psilotrichum trichotomum
- Psilotrichum villosiflorum
- Psilotrichum virgatum
- Psilotrichum vollesenii